# Габріель де Мусіс
Габріель де Муссіс (бл. 1280 — бл. 1356) — італійською, Gabriele de' Mussi — був нотаріусом із П'яченци, що в Італії, який детально описав початок Чорної смерті в чорноморському місті Каффа та її поширення на Сицилію і П'яченцу. Його розповідь латинською мовою під назвою Istoria de Morbo sive Mortalitate quae fuit Anno Dni MCCCXLVIII («Історія хвороби, або Велика смерть, яка відбулася в 1348 році Господнього») зберігається як рукопис в бібліотеці Вроцлавського університету (тепер маркування на полиці R 262).
Хоча раніше вважалося, що де Мусіс був присутній у Каффі та подорожував на завантаженому хворобою кораблі до П'яченци, було встановлено, що він, ймовірно, ніколи не залишав дому. Де Мусіс, очевидно, записав ранній приклад біологічної війни, описуючи, як армія Золотої Орди кидала заражені чумою трупи через стіни міста під час облоги Каффи в 1346 році. Сучасні дослідники вважають, що його опис подій правдоподібний і може вказувати на те, що чуму успішно завезли в Каффу татари, але старе переконання, що події в Каффі сприяли поширенню чуми за межі міста, є недостовірним. Водночас вчені, такі як Жан-Поль Зандерс, вважають, що історія нападу є перебільшеною через такі фактори, як те, що Де Мусіс чув про облогу лише від інших людей.